# جبار جودي
جبّار جودي العبّودي (1967) فنان وممثل تلفزيوني ومخرج مسرحي عراقي. ولد في المشخاب بمحافظة النجف ودرس في بغداد. عمل خلال مهنته الفنية منذ 1992 ممثلًا ومخرجًا ومصممًا وسينوغرافيًا. أسس قناة دجلة الفضائية في 2007-2007. هو نقيب الفنانين العراقيين منذ 5 أغسطس 2018.

## سيرته
ولد جبار جودي جبار العبودي سنة 1967 في المشخاب بمحافظة النجف العراقية. حصل على دبلوم إخراج مسرحي سنة 1990، وبكالوريوس إخراج مسرحي في 2004، ثم ماجستير ودكتوراه جماليات وتقنيات المسرحية سنة 2009.

قام بالتدريس في قسم المسرح بمعهد الفنون الجميلة ببغداد من 1992 حتى 1995، ثم في مركز التدريب المهني في صنعاء الجمهورية اليمنية من 1996 إلى 1999.

تدرج في مناصب عديدة في السينما والمسرح العراقي منذ 1992 مديرًا ومصصمًا ومخرجًا. وهو موظف في دائرة السينما والمسرح ومخرج للفرقة الوطنية للتمثيل. شارك في تصميم الديكور والإضاءة لعدد من المسرحيات والأعمال التلفزيونية العراقية. هو مؤسس ومدير قسم التقنيات الفنية بدائرة السينما والمسرح 2007ِ- 2008، ومؤسس ومدير الفني لقناة دجلة الفضائية 2007-2008.

فاز بانتخابات الفنانين في 5 آب/أغسطس 2018 بمنصب نقيب الفنانين العراقيين. هو عضو اتحاد المسرحيين العراقيين، واتحاد الإذاعيين والتلفزنييون العراقيين.

## جوائزه وتكريمه
- 1992 أفضل مصمم اضاءة في مهرجانات منتدى المسرح.[5]
- 1993: جائزة معهد المسرح الدولي كأفضل مصمم اضاءة.[5]
- 1994: وسام الإبداع كأفضـل مسرحي شـاب في العراق.[5]
- 1994: جائزة أفضل سينوغرافيا بمهرجان المسرح العراقي.[5]
- 2000: جائزة الدولة التشجيعية للأبداع كأفضـل مصمـم ديكور.[5]
- 2000: جائزة الدولة التشجيعية للأبداع كأفضل ممثل دراما تلفزيونية.[5]
- 2007: جائزة مهرجان القاهرة الدولي للمسرح التجريبي عن إخراج مسرحية «حصان الدم» عن مكبث لشكسبير.[5]

## حياته الشخصية
هو متزوج وأب لثلاثة أولاد.

## أعماله
{{قائمة أعمدة|عدد الأعمدة=2|الأعمدة=
من كتبه:
- «السينوغرافيا المفهوم العناصر الجماليات»، 2016

أخرج العديد من المسرحيات، منها:
- «فوفي وفافي»
- «محنه»، 2002
- «حصان الدم»
- «خيانة»، 2016

شارك كمخرج سينمائي في
- «فلم»، 2017

وشارك ممثلًا في مسلسلات:
- «النخلة والجيران»، 2010
- «سايق الستوتة»، 2011
- «التيتي جابي القطار»، 2013
- «أنا والمجنون»، 2014
- «طيبة»، 2021
- «سلطان وأميرة...أكشن»، 2021